# Nowa Sarzyna
Nowa Sarzyna este un oraș în Polonia.